# Manuel María González López
Manuel María González López (Lugo, 1892 - La Coruña, 13 de julio de 1975) fue un abogado, escritor y político español vinculado a Galicia, que fue gobernador civil durante la Segunda República Española.

## Biografía
Licenciado en Derecho por la Universidad de Santiago de Compostela. Participó en 1919 en la II Asamblea Nacionalista, solicitando que se añadiese al programa de las Irmandades da Fala la neutralidad religiosa. Fue redactor de Voz del Pueblo y directivo del Centro Republicano compostelano, del cual llegó a ser presidente en 1922. En ese mismo año fue elegido concejal en Compostela. Colaboró en La Campana. En 1929 se trasladó a Vigo por motivos profesionales.
Como militante del Partido Republicano Radical-Socialista asistió al pacto de Lestrove. En la mañana del 14 de abril de 1931 arengó a las masas desde los escalones del Palacio de Justicia y proclamó la República en Vigo. La única junta directiva de la Organización Republicana Gallega Autónoma (ORGA), que se eligió en Vigo durante el período republicano, concretamente en julio de 1931, estuvo presidida por Manuel María González. En la República fue nombrado gobernador civil de Huesca el 30 de diciembre de 1931, y permaneció en el cargo hasta el 16 de junio de 1932, cuando pasó a ser gobernador civil de Córdoba, y permaneció en el cargo hasta el 14 de septiembre de 1933. Integrado en Izquierda Republicana, el 19 de marzo de 1936 fue nombrado gobernador civil de Albacete, y permaneció en el cargo hasta el 14 de junio de ese año, cuando pasó a ser gobernador civil de Toledo.
En Toledo le sorprendió el golpe de Estado del 18 de julio de 1936. Aparentemente fue llevado por los militares rebeldes al interior del Alcázar de Toledo como rehén durante el sitio, pero luego se comprobó que había entrado voluntariamente. Según el coronel sublevado José Moscardó, que comandaba a los atrincherados en el Alcázar, González López estaba implicado en la conspiración golpista. Fue relevado como gobernador el 10 de agosto de aquel año. Al levantarse el asedio a finales de septiembre retornó a Galicia. El coronel Moscardó le firmó un certificado de lealtad a la causa rebelde.
Más tarde, en los consejos de guerra celebrados contra las autoridades republicanas coruñesas en 1936 -el 26 de agosto- y de Santiago de Compostela -el 19 de noviembre-, actuó como abogado defensor junto con otros reconocidos letrados como Manuel Casas Fernández y José Reino Caamaño. En noviembre de 1936, en el proceso a los miembros del Comité de Defensa de la República de Santiago de Compostela (causa 231/36), fue el abogado defensor de Rafael Frade Peña. 
Se instaló definitivamente en La Coruña, donde ejerció como abogado durante la dictadura franquista.

## Obras
Es autor de la pieza teatral Antón de Freixide, estrenada en el Teatro Principal de Santiago por la Tuna Escolar Gallega el 4 de febrero de 1915, y representado también en La Coruña, Betanzos, Viveiro, Lugo, Monforte, Tui y Noia en ese año. La obra continuó representándose en los años diez y veinte. En la presentación da la obra en Compostela, tuvo mucha repercusión el discurso de Manuel María, en presencia del claustro de la Universidad, de la prensa y de las autoridades, en el que hizo un canto de exaltación al Mariscal Pardo de Cela, cerrándolo con un llamamiento a quebrar las cadenas de esclavitud en que se hallaba Galicia.